# Adolf von Bonin
Adolf Albert Ferdinand Karl Friedrich von Bonin,  född 11 november 1803 i Heeren i Westfalen, död 16 april 1872 i Berlin, var en preussisk general. Han var bror till Gustav von Bonin.
Bonin blev 1858 generallöjtnant och 1864 general vid infanteriet. Under tyska enhetskriget 1866 anförde han 1:a armékåren och förlorade med denna slaget vid Trautenau 27 juni. Efter freden sändes han som högste militärbefälhavare till Sachsen, och under tysk-franska kriget var han (augusti 1870 till mars 1871) generalguvernör över Lothringen.